# Josef Uridil
Josef „Pepi, der Tank“ Uridil (* 24. Dezember 1895 in Wien; † 20. Mai 1962 ebenda) war ein österreichischer Fußballspieler und -trainer. Der Stürmer gilt als einer der ersten „Stars“ des Fußballs in Österreich.

## Karriere

### Anfänge in Ottakring und Hütteldorf
Pepi Uridil wurde als „Christkindl“ am 24. Dezember 1895 als dritter Sohn des Schneidermeisters Kajetan Uridil in der Ottakringer Grundsteingasse geboren. Er spielte bereits früh mit acht Jahren in den Ottakringer Straßen Fußball zusammen mit seinem Bruder Franz Uridil, für die „Hasnerstraßler“ gegen die „Koppstraßler“, wie er später in seiner Biografie schrieb. Pepi Uridil stürmte bald als Jugendlicher für viele kleine Klubs im Westen Wiens und kam über Sportklub Orion, Tasmania, Rekord und Blue Star zum österreichischen Rekordmeister SK Rapid Wien nach Hütteldorf.
Während des Ersten Weltkrieges konnte Pepi Uridil nur selten für seine Rapid zum Einsatz kommen, da er Fronteinsatz leisten musste. Er bestritt so anfangs meist nur einige wenige Matches für die Grün-Weißen pro Jahr. Bereits kurz nach Kriegsende konnte Pepi Uridil allerdings seine Torjägerqualitäten unter Beweis stellen und holte sich drei Saisonen hintereinander den Titel des Torschützenkönigs. In dieser Zeit bekam der Stürmer zudem den Spitznamen „Tank“ und kreierte den „Rapid-Geist“, das heißt gemeinsames Kämpfen mit der Mannschaft um den Sieg bis zur letzten Spielsekunde.
Als Paradespiel für Uridils Klasse als Fußballspieler gilt das Meisterschaftsspiel 1921 gegen den Wiener AC. Die Elf von Dionys Schönecker lag 3:5 zurück und konnte dank einer kämpferischen Leistung des „Tanks“, der an diesem Nachmittag alle sieben Rapid-Tore erzielte, noch mit 7:5 gewinnen.

### Aufstieg zum „Star“
Pepi Uridil konnte mit den Hütteldorfern einen Titel nach dem anderen gewinnen. 1919 triumphierte er mit seiner Mannschaft überlegen in der Meisterschaft und gewann den Pokal mit 3:0 im Finale gegen den Wiener Sport-Club, wobei seine beiden Treffer Rapid 2:0 in Front gebracht hatten. Sieg in Meisterschaft und Pokal konnten bereits ein Jahr später wiederholt werden. In der Saison 1920/21 schoss er in 24 Partien 35 Tore. Dank dieser großen Erfolge hatte Rapid einen sehr großen Fanzulauf nach Kriegsende, was unter anderem zu einem großen Ausbau des Rapid-Stadions führte. Die grün-weißen Fans scharten sich zumeist um ihr Idol Pepi Uridil, um den ein bis dahin noch nie gekannter Rummel entstand.
Uridlis Name erschien bald auf zahlreichen Produkten, so gab es beispielsweise ein Uridil-Bier (Doppel-Malz-Bier Marke „Uridil“) sowie Uridil-Zuckerln („Kracheln“). Hermann Leopoldi, der bekannte Verfasser von Wienerliedern, setzte ihm mit dem Foxtrott „Heute spielt der Uridil“ (1922) ein musikalisches Denkmal. Pepi Uridil spielte zudem die Hauptrolle im Film Pflicht und Ehre, der am 1. Februar 1924 anlief. Zu dieser Zeit trat der Fußballspieler an zahlreichen Abenden in der Leopoldstädter Rolandsbühne auf und spielte in der Revue Seid umschlugen, Billionen mit. Die von Felix Schmal verfasste Uridil-Biografie wurde bald zum Verkaufsschlager.
Neben all diesen „Nebenerwerbstätigkeiten“ blieb Pepi Uridil hauptberuflich noch Stürmer, der große Erfolge auf dem Platz feierte. Insgesamt achtmal wurde er ins Nationalteam berufen, für das er ebenso viele Tore erzielte. Bei dieser gering anmutenden Anzahl von Länderspielen muss allerdings bedacht werden, dass kurz nach Ende des Ersten Weltkriegs einer der „Hauptkriegsschuldigen“ nur wenige Länderspiele bestreiten konnte. Uridils Höhepunkt im Nationaldress war ein Spiel gegen die Schweiz, in dem er dreimal traf. Gegen Ende der Saison konnte er 1925 noch von der Vienna abgeworben werden, ehe Pepi Uridil auf die Trainerbank wechselte. 1927 beendete er seine aktive Laufbahn in Österreich.

### Pepi Uridil als Trainer
Pepi Uridil ging vorerst nur als Manager ins tschechoslowakische Bratislava (Preßburg), legte jedoch 1929 noch eine Saison als Spieler in Italien bei der AS Bari ein. Über die Niederlande kam Pepi Uridil schließlich nach Rumänien, wo er neben Ripensia Timișoara auch die rumänische Fußballnationalmannschaft bei der Weltmeisterschaft 1934 in Italien betreute. Er schied allerdings etwas unglücklich im Achtelfinale mit 1:2 gegen den späteren Finalisten Tschechoslowakei mit der Mannschaft aus, nachdem sie zur Pause bereits mit 1:0 vorangelegen hatten. Nach Rumänien verschlug es den Weltenbummler – nach einer kurzen Zwischenstation in der Heimat beim SC Helfort – noch nach Jugoslawien (ab 1935 beim Beogradski SK), in die Schweiz (beim FC Biel arbeitete er von 1936 bis 1937, beim FC Luzern danach bis 1938) und nach Deutschland (1938–1941 Schwarz-Weiß Essen, 1941–1943 VfL Altenbögge). Mit Altenbögge wurde Uridil zweimal Vizemeister der Gauliga Westfalen. Danach musste er während des Zweiten Weltkrieges für die deutsche Wehrmacht dienen. Uridil hatte am 25. Juni 1938 die Aufnahme in die NSDAP beantragt und wurde rückwirkend zum 1. Mai aufgenommen (Mitgliedsnummer 6.270.848), nach dem Zweiten Weltkrieg 1945 wurde er als „Minderbelasteter“ eingestuft. Eine anschließende Begnadigung durch den österreichischen Bundespräsidenten hob diese Einstufung auf.
Nach dem Zweiten Weltkrieg betreute Josef Uridil zunächst den Klagenfurter AC, machte dann wieder bei Schwarz-Weiß Essen halt und kehrte schließlich 1953 zurück nach Hütteldorf zu seiner Rapid, mit der er prompt Meister werden konnte. In seine kurze Amtszeit bei den Hütteldorfern fiel auch das legendäre Spiel gegen den damaligen englischen Meister Arsenal London, das Rapid sensationell mit 6:1 gewann. Vor dem Spiel am 25. Mai 1953 tätigte er den bekannten Ausspruch: „Die sind elf, wir sind elf, spülts euer Spiel und wemma g´wonnen ham, gibt´s a Sekterl.“ Nach Hütteldorf folgte Regensburg, wo er das Traineramt vom Ex-Rapidler Franz Binder übernahm. Nach kleineren Erfolgen beim SSV Jahn Regensburg setzte er sich schließlich 1957 zur Ruhe. Josef Uridil starb am 20. Mai 1962 und wurde fünf Tage später am Ottakringer Friedhof beigesetzt. Sein Grab (6/24/31z) wurde aufgelassen und ist mittlerweile an andere Benutzer vergeben.

## Ehrungen
Im Jahr 1991 wurde in Wien-Penzing (14. Bezirk) die Josef-Uridil-Gasse nach ihm benannt.
1999 wurde Pepi Uridil ins Rapid-Team des Jahrhunderts gewählt.

## Stationen
- Romania Ottakring (1910–1912)
- SC Blue Star Wien (1912–1914)
- SK Rapid Wien (1914–1925)
- First Vienna FC 1894 (1925–1926)
- SK Rapid Wien (1926–1927)
- AS Bari (1929/30)

## Erfolge

### Als Spieler
- 5 × Österreichischer Meister: 1915/16, 1918/19, 1919/20, 1920/21, 1922/23
- 2 × Österreichischer Cupsieger: 1918/19, 1919/20
- 3 × Österreichischer Torschützenkönig: 1918/19, 1919/20 (beide inoffiziell), 1920/21
- 8 Länderspiele und 8 Tore für die österreichische Fußballnationalmannschaft von 1919 bis 1926

### Als Trainer
- Rumänischer Pokalsieger: 1933/34
- Österreichischer Meister: 1953/54